# Gustave Malcuit
Pour les articles homonymes, voir Malcuit.
Gustave Malcuit, né le 17 août 1882 à Calmoutier (Haute-Saône) et mort le 6 novembre 1960 à Marseille (Bouches-du-Rhône), est un botaniste français.

## Biographie
Il fit sa scolarité primaire à l’école communale de Calmoutier, puis au cours complémentaire du chef-lieu de canton, Noroy-le-Bourg où il fut reçu au brevet élémentaire. Il entra à l'école normale d'instituteurs de Vesoul et il est nommé instituteur en 1905. Il entame, en plus de sa tâche, des études pour obtenir le degré de la licence d'enseignement, licence qu'il obtient en 1914.
Au cours de la Première Guerre mondiale, il est affecté au service armé jusque 1915, au service auxiliaire jusqu'en 1916 puis en sursis d'appel en 1917.
Après la guerre, il enseigne au collège de Boulogne-sur-Mer. Il publia en 1927 et en 1928 deux études sur la botanique de cette région.
Puis, en 1928, il est nommé au lycée Malherbe de Caen, ensuite à Marseille au lycée Thiers, puis au lycée Saint-Charles, et enfin au lycée Périer, en 1932. Devenu professeur chevronné, il accède en 1940 à l'enseignement supérieur, en qualité de chargé de cours de la Faculté des Sciences de Marseille ; il y remplace même le professeur Pierre Choux pour les cours du certificat de Botanique générale pendant la mobilisation de ce dernier en 1939 et 1940.
Il est admis à la Société botanique de France en 1926.
Il obtient son doctorat à l'Université de Lille en 1929 sur le sujet : Contributions à l'étude phytosociologique des Vosges méridionales saônoises, les associations végétales de la vallée de La Lanterne
Il est des membres fondateurs, en 1930, de la Station internationale de géobotanique méditerranéenne et alpine de Montpellier .

## Ses publications
- La Végétation du vallon de Denacre près de Boulogne-sur-Mer, Librairie générale de l'enseignement, 1927, 17 p.
- Étude sur la végétation du cap Blanc-Nez (Pas-de-Calais) avec esquisse physiographique et géologique, avec René de Litardière & A.-P. Dutertre, Laboratoire d'évolution des êtres organisés ; les Presses universitaires de France, 1928
- Contributions à l'étude phytosociologique des Vosges méridionales saônoises, les associations végétales de la vallée de La Lanterne, Soc. d'édit. du Nord, 1929, 211 p.
- Contributions à l'étude phytosociologique de la Corse,

vol.  : Le massif du Renoso, avec René de Litardière, Lechevalier, 1926, 143 p.
vol.  : Les hêtraies de l'Incudine, avec René de Litardière, Soc. d'édition du Nord, 1929
vol.4 : Le littoral occidental : Environs de Calvi, Galeria, Girolata, Pointe de la Parata, Propriano, avec René Viguier, Impr. Soc. d'édition du Nord, 1931, 40 p.
vol.5 : Esquisse de la végétation de la Punta di Fornello, avec René de Litardière, Ed. des Archives de Botanique, 1931, 30 p.
- Sur la présence de quelques espèces subalpines dans la vallée inférieure de la Restonica près de Corte, Bull. Soc. linn. Provence, t.12, 1938, p. 23
- Le Botrychium lunaria en Corse, Bull. Soc. linn. Provence, t.12, 1938, p. 23–24
- Le Thymelea tarton-raira en Corse, Bull. Soc. linn. Provence, t.13 (no 1), 1942, p. 5-7
- Une espèce nouvelle pour la flore française : l’Ipomaea sagittata, Bull. Soc. linn. Provence, t.14 (no 1), 1943, p. 18-20
- Sur la présence de quelques orophytes alpins dans la basse vallée du Verdon, Le Monde des Plantes, 1950.
- Contribution à l'étude de la flore vasculaire des Basses-Alpes, Le Monde des Plantes, 1953.
- Une plante nouvelle pour le département des Basses-Alpes : Cyperus eragrostis Lamk. non Vahl, Le Monde des Plantes, 1953.
- Homologie de zonation végétale sur des littoraux insulaires en corse et dans l'Archipel Caraïbe, avec Madeleine Stehlé & Henri Stehlé, 1955, 9 p.
- René de Litardière (1888-1957), Mém. Soc. Bot. France, 1956
- Sur la présence du Salsola kali L. race S. gmelini Rouy dans les Basses-Alpes, Ann. Fac. Sci. Marseille, 1957